# Multilaterale Sicherheit
Mehrseitige Sicherheit (auch multilaterale Sicherheit) bezeichnet das Konzept, nachdem ein Sicherheitsmodell die Bedürfnisse nach Sicherheit aller Beteiligten einschließt. Beim Aufbau einer Kommunikationsverbindung werden zunächst die Schutzinteressen aller Beteiligten betrachtet, wobei möglicherweise gegensätzliche und unvereinbare Ziele offenbart werden. Das anschließende Austragen der Schutzkonflikte führt nicht zwingend zu maximaler Sicherheit aller Beteiligten. Es schafft jedoch geklärte Kräfteverhältnisse, welche anschließend von den Beteiligten durchgesetzt werden können.

## Beispiel
Ein Beispiel für eine Problemstellung multilateraler Sicherheit stellen Verkäufe und Dienstleistungen im Internet dar. Einem Verkäufer wird dabei das berechtigte (Sicherheits-)Interesse zugeschrieben, keine Waren zu verschicken und Dienstleistungen zu erbringen, für die nicht bezahlt wird. Auf Seite der Käufer besteht hingegen das Interesse, dass Waren, für die bezahlt wurde, sicher ausgeliefert werden und Abrechnungsdaten nicht missbräuchlich weiterverwertet werden.

Eine multilateral (in diesem Fall: bilateral) sichere Lösung sorgt dafür, dass die Sicherheitsinteressen beider Seiten berücksichtigt werden und außerdem mögliche Ansprüche beider Seiten an die Sicherheit des Zahlungsverkehrs, an Nachweisbarkeit der Zahlung bzw. des Versands, mögliche Anonymitätsansprüche etc. gewahrt bleiben.

In vielen Fällen, in denen die technische Plattform, auf der sich die Parteien bewegen, von nur einer von ihnen zur Verfügung gestellt wird, kann es vorkommen, dass hauptsächlich deren Interessen berücksichtigt werden. 

Andere Beispiele für Felder, in denen multilaterale Sicherheit von Interesse ist, sind
- Geldautomat
- Versicherung